# Homeland
Homeland är en amerikansk TV-serie med premiär i USA den 2 oktober 2011. Homeland är skapad av Howard Gordon och Alex Gansa och har Claire Danes och, under säsongerna 1 till 3, Damian Lewis i huvudrollerna. TV-serien bygger på Gideon Raffs israeliska serie Hatufim (också känd som Prisoners of War). Homeland sänds på den amerikanska TV-kanalen Showtime och i Sverige visas den på SVT 1. Den åttonde och sista säsongen hade premiär den 9 februari 2020.
Serien vann 2011 två Golden Globes, bland annat i kategorin Bästa TV-serie – drama. Vid Emmy Awards 2012 blev Homeland galans stora vinnare då serien bland annat utsågs till Bästa TV-serie inom drama och både Claire Danes och Damian Lewis utsågs till bästa skådespelare.

## Handling

### Säsong 1–3
Homeland handlar inledningsvis om marinkårsoldaten Nicholas Brody (Damian Lewis), som efter åtta år i fångenskap i Irak återvänder till USA som hjälte. Men alla tror inte på honom, framförallt inte CIA-agenten Carrie Mathison (Claire Danes), som misstänker att Brody har omvänts och nu arbetar för Al-Qaida. Serien följer sedan Mathisons arbete med att avslöja Brody och den farliga katt- och råttalek med Amerikas nationella säkerhet som utvecklas.

### Säsong 4 (2014)
Den fjärde säsongen utspelas i Pakistan och Afghanistan, med Carrie Mathison som chef för ett utsatt CIA-kontor vid amerikanska ambassaden i Islamabad.

### Säsong 5 (2015)
Den femte säsongen utspelar sig i Berlin två år efter föregående säsong. Carrie arbetar inte längre för CIA utan för en biståndsorganisation.

### Säsong 6 (2017)
Flera månader efter föregående säsong är Carrie tillbaka i USA, bosatt i Brooklyn, New York. Hon arbetar nu på en stiftelse som ger hjälp till muslimer som bor i USA. Säsongen innehåller valet av den första kvinnliga presidenten och äger rum mellan valdagen och invigningsdagen.

### Säsong 7 (2018)
Carrie har lämnat sitt jobb i Vita huset och flyttat tillbaka till D.C. för att bo med sin syster Maggie. Hon tar sig an Keane-administrationen för att säkra frigivningen av 200 medlemmar av underrättelsetjänsten som arresterades under president Keanes order föregående säsong.

### Säsong 8 (2020)
Saul, nu president Warners nationell säkerhetsrådgivare, skickas till Afghanistan för att engagera talibanerna i fredsförhandlingar. Han behöver hjälp av Carrie, som håller på att återhämta sig från sin instängning i ett ryskt fängelse.

## Roller
- Claire Danes – Carrie Mathison (från säsong 1)
- Damian Lewis – Nicholas Brody (säsong 1–3)
- Mandy Patinkin – Saul Berenson (från säsong 1)
- Morena Baccarin – Jessica Brody (säsong 1–3)
- David Harewood – David Estes (säsong 1–2)
- Diego Klattenhoff – Mike Faber (säsong 1–2)
- Jackson Pace – Chris Brody (säsong 1–3)
- Morgan Saylor – Dana Brody (säsong 1–3)
- Hrach Titizian – Danny Galvez (säsong 1–2)
- David Marciano – Virgil (säsong 1–3)
- Navid Negahban – Abu Nazir (säsong 1–3)
- Jamey Sheridan – William Walden (säsong 1–3)
- Amy Hargreaves – Maggie Mathison (från säsong 1)
- James Rebhorn – Frank Mathison (säsong 1–3)
- Zuleikha Robinson – Roya Hammad (säsong 2)
- Chris Chalk – Tom Walker (säsong 1, 3)
- Maury Sterling – Max (från säsong 1)
- Rupert Friend – Peter Quinn (från säsong 2)
- Timothee Chalamet – Finn Walden (säsong 2)
- F. Murray Abraham – Dar Adal (från säsong 2)
- Tracy Letts – senator Andrew Lockhart (från säsong 3)
- Sam Underwood – Leo Carras (säsong 3)
- Shaun Toub – Majid Javadi (säsong 3)
- Sarita Choudhury – Mira Berenson (säsong 1–4)
- Nazanin Boniadi – Fara Sherazi (säsong 3–4)
- Mark Moses – Dennis Boyd (säsong 4)
- Laila Robins – Martha Boyd (säsong 4)
- Suraj Sharma – Aayan Ibrahim (säsong 4)
- Nimrat Kaur – Tasneem Kureishi (säsong 4)
- Numan Acar – Haissam Haqqani (säsong 4)
- Sebastian Koch – Otto Düring (från säsong 5)
- Miranda Otto – Alison Carr (från säsong 5)
- Alexander Fehling – Jonas Happich (säsong 5)
- Sarah Sokolovic – Laura Sutton (säsong 5)

## DVD
| Säsong   | Avsnitt | Region 1          | Sverige           |
| -------- | ------- | ----------------- | ----------------- |
| Säsong 1 |         |                   | 2011              |
| Säsong 2 | 12      | 28 augusti 2012   | 12 september 2012 |
| Säsong 3 | 12      | 10 september 2013 | 11 september 2013 |
| Säsong 4 | 12      | 9 september 2014  | 24 september 2014 |